# Samuel P. Baumgartner
Samuel P. Baumgartner (* 1964) ist ein schweizerischer Rechtswissenschaftler und ordentlicher Professor an der Universität Zürich.

## Leben
Nach dem Studium der Rechtswissenschaft an der Rechts- und Wirtschaftswissenschaftlichen Fakultät der Universität Bern (1983–1990), des US-Rechts mit Nebenfach internationale Politik an der University of Wisconsin, Madison mit Abschluss als Master of Arts in Legal Institutions (M.L.I.) (1992–1993), dem Erwerb des Master of Law an der University of Wisconsin, Madison (1993–1995) promovierte er 2002 zum Dr. iur. (summa cum laude) an der Universität Bern.
2002 und 2004 war er Lehrbeauftragter an der Universität Luzern. 2003 war er Visiting Professor of Law an der Corenell Law School. Von 2004 bis 2011 war er Associate Professor of Law an der University of Akron, School of Law, danach war er bis 2016 Professor of Law an dieser Universität. Im Semester 2015/16 war er Gastdozent an der Universität Bern.
Seit August 2016 ist er ordentlicher Professor für Zivilprozessrecht, Vergleichendes Zivilprozessrecht, Schuldbetreibungs- und Konkursrecht, Privatrecht und Mediation an der Rechtswissenschaftlichen Fakultät der Universität Zürich.

## Ehrungen
- 2010: Nominiert für den Walter Owen Book Prize for Outstanding Legal Literature der kanadischen Foundation for Legal Research[1]
- 2008: Auszeichnung der University of Akron für beste wissenschaftliche Publikation im Jahre 2008[1]
- 2004: A.F. Stein Preis für hervorragende Habilitationen und Dissertationen an der Universität Bern[1]
- 2004: Professor Walther Hug Dissertationspreis[1]
- 1992 – 1993: Stipendium für angehende Forscher des Schweizerischen Nationalfonds (SNF)[1]

## Veröffentlichungen

### Bücher
- mit Annette Dolge, Alexander Markus und Karl Spühler: Schweizerisches Zivilprozessrecht, mit Grundzügen des internationalen Zivilprozessrechts, 11. Auflage, Stämpfli, Bern 2024.[2]
- mit Ingrid Jent-Sørensen und Rodrigo Rodriguez: Tafeln zum Schuldbetreibungs- und Konkursrecht, 9. Aufl. des von H.U. Walder begründeten Werkes; Schulthess, Zürich 2024.[2]
- mit Karl Spühler, Annette Dolge und Alexander R. Markus: Schweizerisches Zivilprozessrecht. Mit Grundzügen des internationalen Zivilprozessrechts, 10. Auflage, Stämpfli, Bern 2018/2019, ISBN 3-7272-2293-X.
- The proposed Hague Convention on Jurisdiction and Foreign Judgments and Trans-Atlantic Lawmaking for Transnational Litigation, zugl. Diss. Univ. Bern 2002, Tübingen 2003, ISBN 3-16-148013-9.
- Hrsg. mit G. Walter: Recognition and Enforcement of Foreign Judgments outside the Scope of the Brussels and Lugano Conventions, 3 Civil Procedure in Europe, Kluwer Law International 2000.[2]

### Kommentierungen
- Art. 150-158 (Beweis; allgemeine Bestimmungen), Kurzkommentar (KuKo) ZPO (Oberhammer, Domej, Haas, Hrsg., 3. Aufl., Helbing Lichtenhahn, Basel 2021).[2]
- Art. 159-193 (Beweis; Mitwirkungspflicht, Verweigerungsrecht und einzelne Beweismittel), Kurzkommentar (KuKo) ZPO (Oberhammer, Domej, Haas, Hrsg., 3. Aufl., Helbing Lichtenhahn, Basel 2021) (mit Hans Schmid).[2]

### Aufsätze
- Die Rechtsprechung des EuGH zu den doppelrelevanten Tatsachen beim Vertrags- und Deliktsgerichtsstand, in Thomas Garber (Hrsg.), Festschrift für Matthias Neumayr, 1075 ff. (Wien 2023) (mit Alexander Kistler).[2]
- Dobbs kippt Roe v. Wade: Die neueste Entscheidung des US-Supreme Court zum Abtreibungsrecht, Richterzeitung 2/2023.[2]
- Doppelrelevante Tatsachen, recht 2022, 1 ff.[2]
- Enforcement of Foreign Judgments, Systemic Calibration, and the Global Law Market, 23 Theoretical Inquiries in Law, 119 ff. (2022) (mit Christopher A. Whytock) (peer-reviewed).[2]
- Finding Defendants's Assets in Proceedings to Enforce Money Judgments in Switzerland, in Masahisa Deguchi (ed.), Effective Enforcement of Creditors' Rights, Ius Gentium: Comparative Perspectives on Law and Justice, 171 ff. (Singapore 2022) (mit Martin Heisch).[2]
- Prozessuale Rahmenbedingungen des Konsumentenschutzes, in Heiss/Loacker (Hrsg.), Grundfragen des Konsumentenrechts, 635 ff. (Zürich 2020).[2]
- Zur Zulässigkeit der alternativen objektiven Teilklagenhäufung, in Müller/Rudolph/Schnyder/von Kaenel/Waas (Hrsg.), Festschrift für Wolfgang Portmann, 95 ff. (Zürich 2020) (mit Sara Lustenberger).[2]
- Die Betreibungsregistereinsicht zum Zweck des Kreditschutzes: Gedanken zum Zweck des Betreibungsverfahrens, der Registerführung und der Registereinsicht, in Portmann/Heiss/Isler/Thouvenin (Hrsg.), Gedenkschrift für Claire Huguenin, 29 ff. (Zürich 2020).[2]
- Ermittlung schuldnerischen Vermögens im Pfändungsverfahren, in Arnet/Eitel/Jungo/Künzle (Hrsg.), Der Mensch als Mass, Festschrift für Peter Breitschmid, 577 ff. (Zürich 2019) (mit Martin Heisch).[2]
- Specific Jurisdiction in Products Liability Cases after McIntyre v. Nicastro and Bristol-Myers Squibb v. Superior Court, in Andrea Bonomi/Krista Nadakavukaren Schefer (Hrsg.), US Litigation Today: Still a Threat for European Busnesses or Just a Paper Tiger?, 59 ff. (Zürich 2018).[2]
- Garantiert das IPRG in trustrechtlichen Angelegenheiten den Wohnsitzgerichtsstand?, in: Markus/Hrubesch-Millauer/Rodriguez (Hrsg.), Zivilprozess und Vollstreckung national und international - Schnittstellen und Vergleiche, Festschrift für Jolanta Kren Kostkiewicz, 3 ff. (Bern 2018) (mit Sara Lustenberger).[2]
- Rechtsdurchsetzung als Aufgabe des Zivilprozesses, 2017/2018 ZZZ 243 ff.[2]
- The External Dimensions of the European Law of Civil Procedure: A Trans-Atlantic Perspective, in: Burkhard Hess (Hrsg.), Der europäische Gerichtsverbund - Die internationale Dimension des europäischen Zîvilverfahrensrechts, 165 ff. (Bielefeld 2017).[2]
- La Corte suprema degli Stati Uniti decide nuovi casi sulla personal jurisdiction e limita la giurisdizione basata sul 'fare affari', 69 Rivista Trimestrale di Diritto e Procedura Civile 925 (2015).[2]
- Recent Reforms in EU Law: Recognition and Enforcement of Foreign Judgments, 97 Judicature 188 (2014) (peer-reviewed).[2]
- Understanding the Obstacles to the Recognition and Enforcement of U.S. Judgments Abroad, 45 N.Y.U. J. Int’l L. & Pol. 965 (2013).[2]
- Changes to the European Union’s Regime of Recognizing and Enforcing Foreign Judgments and Transnational Litigation in the United States, 18 SOUTHWESTERN J. INT’L L. 568 (2012).[2]
- Does Access to Courts Improve Countries’ Compliance with Human Rights Norms? – An Empirical Study, 44 Cornell J. Int’l L. 441 (2011).[2]
- Civil Procedure Reform in Switzerland and the Role of Legal Transplants, 49 Supreme Court L. Rev. 75 (Kanada); reprinted in Common Law, Civil law, and The Future of Categories (Janet Walker & Oscar Chase eds., 2010) (nominiert für den Walter Owen Book Prize for Outstanding Legal Literature der kanadischen Foundation for Legal Research in 2010).[2]
- Switzerland, 622 Annals of the Academy of Political and Social Science 179 (2009) (peer-reviewed).
- How Well Do U.S. Judgments Fare in Europe?, 40 George Wash. Int’l L. Rev. 173 (2008) (Auszeichnung der University of Akron für beste Publikation im Jahr 2008).[2]
- Class Actions and Group Litigation in Switzerland, 27 Nw. J. Int’l L. & Bus. 301 (2007).[2]
- Transnational Litigation in the United States: The Emergence of a New Field of Law, 55 Am. J. Comp. L. 793 (2007) (peer-reviewed).[2]
- Is Transnational Litigation Different?, 25 U. PA. J. Int’l Econ. L. 1297 (2004).[2]
- Die Anerkennung und Vollstreckung ausländischer Zivilurteile in der Schweiz: Neuere Entwicklungen, in: Christoph Leuenberger (Hrsg.), Rechtshilfe und Vollstreckung 111 (Bern 2004).[2]
- Human Rights and Civil Litigation in United States Courts: The Holocaust-Era Cases, 80 Wash. U.L.Q. 835 (2002).[2]
- Rechtsprechung zum Wiener Kaufrecht in der Schweiz, 12 Schweizerische Zeitschrift für internationales und europäisches Recht 139 (2002) (Berichterstattung des Bundesamtes für Justiz).[2]
- The Proposed Hague Convention on Jurisdiction and Foreign Judgments: Where We Are and the Road Ahead, 4 European Journal of Law Reform 219 (2002).[2]
- Class Actions im schweizerischen Zivilprozess?, in: Benjamin Schindler/Regula Schlauri (Hrsg.), Auf dem Weg zu einem einheitlichen Verfahrensrecht 111 (Zürich 2001).[2]
- Improving the Prospects of the Transnational Rules of Civil Procedure Project: Some Thoughts on Purpose and Means of Implementation, 18 Ritsumeikan Law Review 169 (2001) (mit G. Walter).[2]
- Debates over Group Litigation in Comparative Perspective, 2 Int'l Law Forum 254 (2000).[2]
- Recognition and Enforcement of Foreign Judgments Outside of the Brussels and Lugano Conventions, General Report in Civil Procedure in Europe (siehe oben unter Bücher) (mit G. Walter).[2]
- Related Actions, 3 Zeitschrift für Zivilprozess International 203 (1998).[2]
- Utility and Feasibility of Transnational Rules of Civil Procedure: Some German and Swiss Reactions to the Hazard and Taruffo Project, 33 Tex. Int'l L. J. 463 (1998) (mit G. Walter).[2]

### Urteilsanmerkungen
- Anmerkung zu BGer 5A_999/2022: Anerkennung der Ernennung eines Receivers nach Rule 66 der US-Federal Rules of Civil Procedure, SZZP 2024, 2927 (2024).[2]
- Major Decisions in Transnational Litigation: United States, 5 Int’l J. Proc. L. 127 (2015).[2]
- Zur Zulässigkeit und Bemessung von punitive damages, 52 Juristenzeitung 156 (1997).[2]